# 阿布·哈尼法清真寺
阿布·哈尼法清真寺（阿拉伯语：‎，羅馬化：masjid abū ḥanīfah）或称为（阿拉伯语：‎，羅馬化：masjid abī ḥanīfah）是伊拉克巴格达最大的逊尼派清真寺之一。
该寺围绕伊斯兰教法学哈乃斐派创始人、大伊玛目阿布·哈尼法墓而建，坐落在逊尼派占优势的阿扎米耶区。该区的名称正是来源于阿布·哈尼法的尊号伊玛目·阿扎姆（Al-imām al-aʿẓam，意为“大伊玛目”、“伟大的领导者”）。

## 历史
在白益王朝统治期间的985年，白益埃米尔萨姆萨穆·道莱下令在阿布·哈尼法墓旁建造一座清真寺。塞尔柱时期扩建了清真寺，并附设了一所经学院。
2003年4月11日，该寺的钟楼曾被美军火箭击毁。2004年11月19日，美军和伊拉克治安军在祈祷期间对阿布·哈尼法清真寺发动攻击，造成4名伊拉克人死亡。